# Прапор Березнівського району
Пра́пор Березні́вського райо́ну був затверджений 9 липня 2002 року.

## Опис прапора
Прапор району — прямокутне жовте полотнище із співвідношенням сторін 2:3, посередині якого від верхньої частини древка до нижньої вільної частини проходить коса синя смуга шириною 1/5 ширини прапора. У верхній лівій частині розміщено два березових листочки з двома бруньками. У нижній правій частині — квітка. Прапор несе у собі як кольори, так і елементи герба.
Автори проекту Андрій Гречило та Ю. Терлецький. Художник М. Новачок